# Amblysellus punctatus
Amblysellus punctatus är en insektsart som beskrevs av Henry Fairfield Osborn och Ball 1898. Amblysellus punctatus ingår i släktet Amblysellus och familjen dvärgstritar. Inga underarter finns listade i Catalogue of Life.